# Pomnik ku czci opoczyńskich Żydów wywiezionych do obozu zagłady w Treblince
Pomnik ku czci opoczyńskich Żydów wywiezionych do obozu zagłady w Treblince – pomnik upamiętniający miejsce, w którym 27 października 1942 roku hitlerowcy zebrali mieszkańców opoczyńskiego getta przed wywiezieniem ich do obozu zagłady w Treblince.
W czasie II wojny światowej, w listopadzie 1940 roku, Niemcy utworzyli w Opocznie getto przeznaczone dla miejscowych Żydów. Przez następne dwa lata przymusowo przesiedlano do opoczyńskiego getta również Żydów z pobliskich miejscowości, takich jak Drzewica, Odrzywół, Ogonowice, Gawrony, Libiszów, Nowe Miasto nad Pilicą, Przysucha, a nawet sprowadzono tu wysiedleńców z Łodzi, Tomaszowa Mazowieckiego i Mogielnicy. 27 października 1942 r. Niemcy zlikwidowali opoczyńskie getto, a jego mieszkańców, przed wywiezieniem do obozu zagłady w Treblince, zgromadzili na placu Kilińskiego w Opocznie. 25 października 2012 roku w tym miejscu odsłonięto pomnik upamiętniający to wydarzenie. W uroczystościach wzięli udział m.in. naczelny rabin Polski Michael Schudrich oraz potomkowie ocalałych z zagłady. Pomnik miał formę pionowej kamiennej tablicy, na której umieszczono napis w języku polskim, hebrajskim i angielskim „Pamięci Żydów mieszkańców Ziemi Opoczyńskiej zgromadzonych na tym placu 27 października 1942 r. i wywiezionych przez Niemców do obozu zagłady w Treblince. W 70. rocznicę tamtych tragicznych wydarzeń – społeczeństwo Miasta i Gminy Opoczno”. 
Trzy tygodnie później, 16 listopada, pomnik został zniszczony przez wandali. Ponowne odsłonięcie pomnika nastąpiło w grudniu tego samego roku. Zrezygnowano z pionowego umiejscowienia tablicy pamiątkowej. Tym razem tablica została ułożona pod kątem prawie w pozycji poziomej. Nie obeszło się bez kolejnego aktu wandalizmu. Tym razem nieznani sprawcy ukradli metalowe łańcuchy okalające pomnik, pozostawiając samą tablicę nietkniętą.